# Rodolfo Micheli
Rodolfo Micheli (24. dubna 1930, Munro - 27. prosince 2022) byl argentinský fotbalista, útočník.

## Klubová kariéra
Začínal v klubu Argentino de Quilmes. V argentinské lize hrál za CA Independiente, CA River Plate a CA Huracán, nastoupil ve 172 utkáních a dal 56 ligových gólů. Dále hrál v Kolumbii za Millonarios FC, za který v Poháru osvoboditelů nastoupil ve 4 utkáních a dal 1 gól. Kariéru končil v argentinských klubech Club Atlético Platense a Juventud Unida de San Miguel. 

## Reprezentační kariéra
Za reprezentaci Argentiny nastoupil v letech 1953-1956 ve 13 utkáních a dal 10 gólů, byl s 8 góly v 5 utkáních nejlepším střelcem Mistrovství Jižní Ameriky ve fotbale 1955.

## Ligová bilance
| Ročník                              | Zápasy | Góly | Klub             |
| ----------------------------------- | ------ | ---- | ---------------- |
| Primera División (Argentina) 1952   | 30     | 13   | CA Independiente |
| Primera División (Argentina) 1953   | 30     | 11   | CA Independiente |
| Primera División (Argentina) 1954   | 29     | 16   | CA Independiente |
| Primera División (Argentina) 1955   | 21     | 3    | CA Independiente |
| Primera División (Argentina) 1956   | 26     | 7    | CA Independiente |
| Primera División (Argentina) 1957   | 20     | 3    | CA Independiente |
| Primera División (Argentina) 1958   | 20     | 0    | CA River Plate   |
| Primera División (Argentina) 1959   | 14     | 3    | CA Huracán       |
| Categoría Primera A 1960            | -      | -    | Millonarios FC   |
| CELKEM Primera División (Argentina) | 172    | 56   |                  |